# Sant'Apollinare (Marsciano)
Sant'Apollinare è una frazione del comune di Marsciano (PG).
Il borgo si trova ad un'altitudine di 266 m s.l.m., a breve distanza dalla via Settevalli proveniente da Perugia, ed è abitato da 58 residenti. Il paese gode di un'ottima vista sulla Valnestore.

## Storia
Le origini del castello, costruito a difesa di un monastero benedettino, risalgono al X secolo con il nome di curtis Sanctae Marie Apollinaris; nel 1010 si ha notizia dell'incendio ivi appiccato dall'Esercito Imperiale di passaggio. Nel 1030/1040 il monastero, poco distante dal castello, venne donato all'abbazia di Farfa e da questa, nel 1118, passò al monastero di San Pietro di Perugia per enfiteusi. Il diploma imperiale del 1163 di Federico I dette riconferma di questo possesso.
Agli inizi del XIV secolo il monastero venne fortificato, in quanto costituiva un importante punto strategico di difesa verso Todi. Il castello venne assediato e saccheggiato da Braccio Fortebraccio nel 1416, sconfitto poi dai perugini.
A partire dal 1227, fino al 1770, appartenne alla famiglia perugina dei Graziani-Pellini. 
Ora è quasi disabitato, se si eccettuano le famiglie che posseggono il castello vero e proprio. Quasi tutte le case del borgo sono abitate durante l'estate e, per la maggior parte, proprietà di stranieri. Il monastero, detto anche La Rocca, è di proprietà della Fondazione Agraria (dipendente dalla Facoltà di Agraria dell'Università degli studi di Perugia), un ente statale che gestisce l'ex-patrimonio dei Benedettini. La Rocca è costituita dall'antico monastero, una chiesetta, un chiostro, una grande cantina e altri magazzini.
Il sisma del 15 dicembre 2009 ha provocato gravi danni al patrimonio artistico del paese, danneggiando il castello, la chiesa, la rocca ed altri luoghi caratteristici.

## Economia e manifestazioni
La seconda domenica del mese di Maggio si festeggiano i Santi Patroni, i SS. Martiri, ben 12, dei quali vengono conservate le reliquie all'interno della piccola chiesa paesana.
Da alcuni anni paesani si sono riuniti in un'Associazione denominata "Gli Amici di Sant'Apollinare".

## Monumenti e luoghi d'arte
- Il Castello di epoca bizantina, ornato da un mastio merlato che costituisce l'ingresso al chiostro interno, dotato di un pozzo. Un secondo arco introduce al borgo vero e proprio, che è sempre stato abitato ed è tuttora perfettamente conservato.
- La Rocca, antica abbazia benedettina. All'interno della chiesa romanica, a navata unica, si può ammirare un quadro del XVI secolo ad opera di Polidoro di Stefano Ciburri.
- Chiesa di S. Apollinare (1510), posta all'ingresso del castello.

Monumenti di Sant'Apollinare
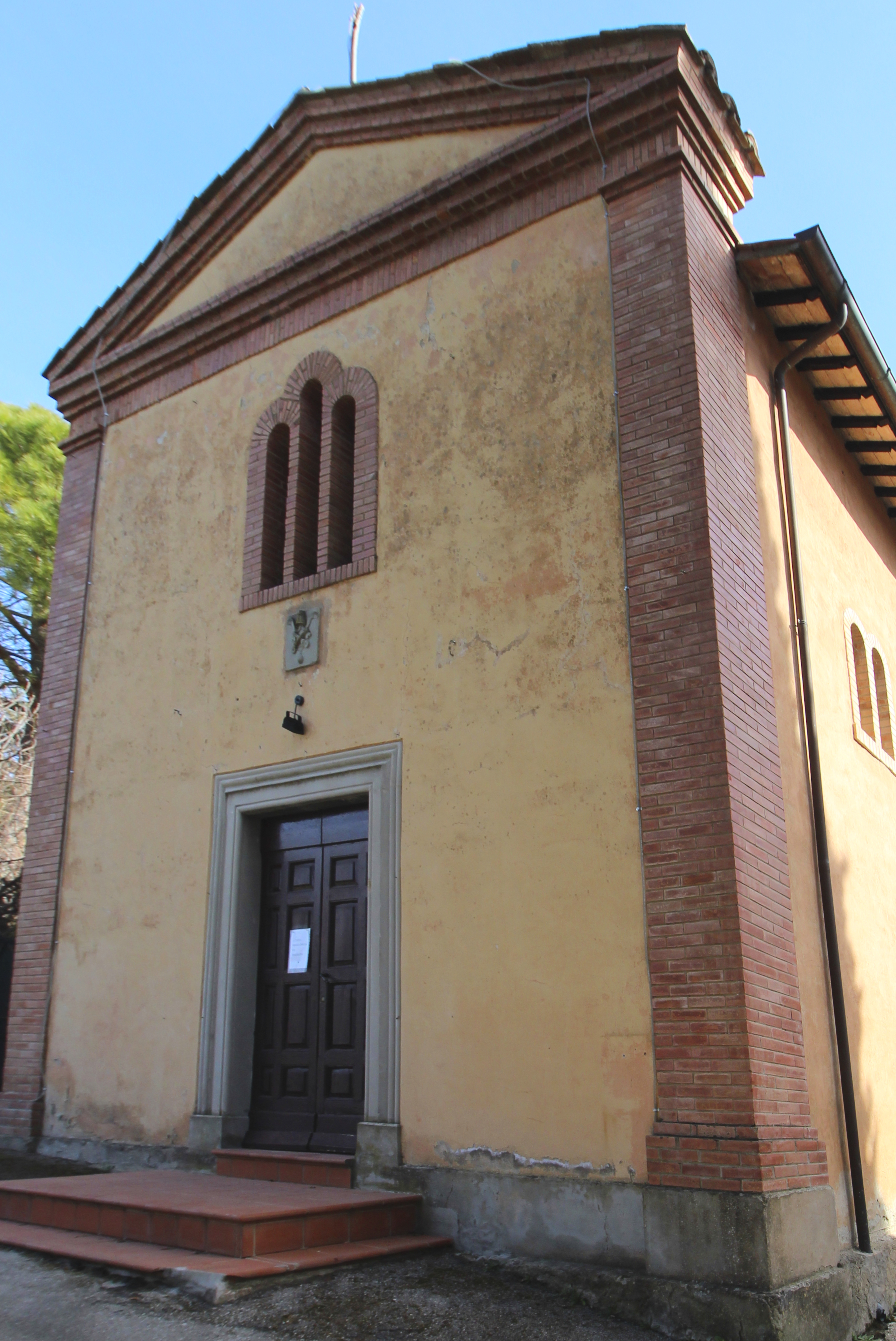
La chiesa di Sant'Apollinare
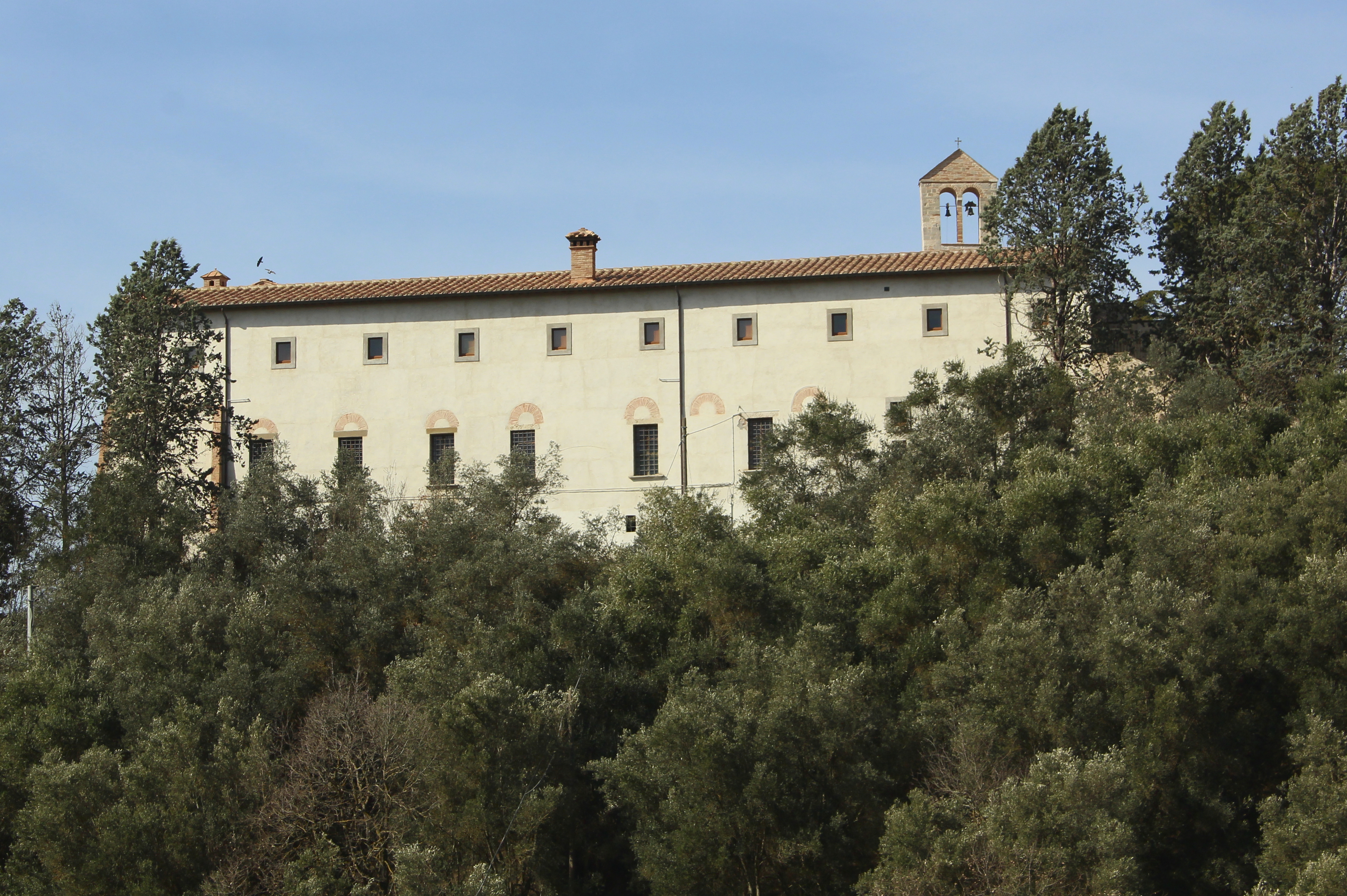
La Rocca (Abbazia di Sant'Apollinare)

## Società
Abitanti censiti